# Campeonato Sul-Americano de Ginástica Artística de 1969
O Campeonato Sul-Americano de Ginástica Artística de 1969 foi realizado em Porto Alegre, Brasil, de 9 a 12 de outubro de 1969. Esta foi a segunda edição do Campeonato Sul-Americano de Ginástica Artística, e pela primeira vez também foram disputadas provas femininas.

## Nações participantes
- Argentina
- Brasil

## Medalistas
| Event            | Ouro | Prata                                                                                      | Bronze                 |
| ---------------- | --- | ------------------------------------------------------------------------------------------ | ---------------------- |
| Masculino        | |                                                                                            |                        |
| Equipes          | Argentina · Carlos Pizzini · Hugo Pelatto · Juan Pecci · Orlando Auciello · Leopoldo Gavagnin            | Brasil · Marcelino Pinent · Jairo Cordioli · Jairo Brandão · Nilson Olsson · Carlos Pinent | —                      |
| Individual geral | Carlos Pizzini (ARG)                                                                                     | Hugo Pelatto (ARG)                                                                         | Marcelino Pinent (BRA) |
| Solo             | Desconhecido                                                                                             | Hugo Pelatto (ARG)                                                                         | Desconhecido           |
| Cavalo com alças | Carlos Pizzini (ARG)                                                                                     | Desconhecido                                                                               | Desconhecido           |
| Salto            | Carlos Pizzini (ARG)                                                                                     | Desconhecido                                                                               | Desconhecido           |
| Barras paralelas | Carlos Pizzini (ARG)                                                                                     | Desconhecido                                                                               | Desconhecido           |
| Barra fixa       | Carlos Pizzini (ARG)                                                                                     | Desconhecido                                                                               | Desconhecido           |
| Feminino         | |                                                                                            |                        |
| Equipes          | Brasil · Silvia Pinent · Berenice Arruda · Eneida Flecha · Yumi Yamamoto · Dayse Brandão · Maria Martini | Argentina · Marta Deschamps · Elizabeth Kranner · Friga Kleiss · Tiziana Pietrangelli ·    | —                      |
| Individual geral | Silvia Pinent (BRA)                                                                                      | Berenice Arruda (BRA)                                                                      | Eneida Flecha (BRA)    |